# Tugali suteri
Tugali suteri là một loài ốc biển nhỏ or limpet, là động vật thân mềm chân bụng sống ở biển in the Họ Fissurellidae, the keyhole and slit limpets.